# Herb gminy Milanów
Herb gminy Milanów – jeden z symboli gminy Milanów, ustanowiony 27 czerwca 1997.

## Wygląd i symbolika
Herb przedstawia na tarczy w polu czerwonym srebrną głowę jelenia, ze złotą literą „M”, nawiązującą do nazwy gminy, na szyi.